# DuPage River
Der DuPage River ist ein 45,5 km langer Nebenfluss des Des Plaines River im US-Bundesstaat Illinois.

## Verlauf
Dem Fluss fließen zwei Ströme zu. Der westliche Quellfluss (West Branch) des DuPage River ist 56,3 km lang und entspringt in Schaumburg im Campanelli Park in Cook County und fließt weiter nach Süden durch das gesamte DuPage County einschließlich der Städte Bartlett, Wheaton, Warrenville, Winfield und Naperville.
Der östliche Quellfluss (East Branch) des DuPage River ist 40,2 km lang und entspringt in Bloomingdale und fließt südwärts durch Glendale Heights, Glen Ellyn, Lisle, Woodridge, durch Teile von Naperville und Teile von Bolingbrook. Die beiden Arme treffen sich an einem Ort zwischen Naperville und Bolingbrook. Die vereinte DuPage River fließt von diesem Punkt weiter nach Süden durch Plainfield und dann westlich von Joliet, bevor er schließlich in den Des Plaines River mündet.

## Überschwemmungen
Wie viele lokale Gewässer traten die beiden Zweige des DuPage River in der Flut von 1996 über die Ufer, nachdem in dem Gebiet am 18. und 19. Juli 1996 im Verlauf von 24 Stunden etwa 430 mm Regen fiel. Weitere Überschwemmungen im Bereich der Washington Street in Naperville und der Illinois Route 53 in Glen Ellyn waren häufig, weil die Straßen in der Nähe ihrer jeweiligen Arme des Flusses liegen. Die Stadt Naperville hat viele der betroffenen Häuser und Geschäfte abgerissen. Auch das DuPage County hat mit finanzieller Unterstützung des United States Department of Transportation im Bereich der Illinois Route Häuser abgerissen.